# Ottange
Ottange är en kommun i departementet Moselle i regionen Grand Est (tidigare regionen Lorraine) i nordöstra Frankrike. Kommunen ligger i kantonen Fontoy som tillhör arrondissementet Thionville-Ouest. År 2022 hade Ottange 3 012 invånare.

## Befolkningsutveckling
Antalet invånare i kommunen Ottange
| Referens: INSEE |